# Maurice Munter
Maurice Munter, né le 4 mars 1935 à Villers-Sire-Nicole dans le département du Nord et mort le 5 janvier 2023 à Nice dans le département des Alpes-Maritimes, est un coureur cycliste français, professionnel de 1958 à 1964.

## Palmarès
- 1955
  - Paris-Chauny
- 1958
  - 3e étape du Tour du Nord
  - 3e de Paris-Laon
- 1959
  - 2e du Circuit de la Vallée de l'Aa
  - 3e du Circuit des Ardennes international
- 1960
  - Circuit de la Vallée de l'Aa
  - 2e du Grand Prix de Fourmies
  - 2e du Circuit du Port de Dunkerque
  - 2e de la Poly Nordiste
  - 2e du Championnat des Flandres par équipes
  - 3e du Grand Prix des Flandres françaises